# NGC 2732
NGC 2732 је лентикуларна галаксија у сазвежђу Жирафа која се налази на NGC листи објеката дубоког неба.
Деклинација објекта је + 79° 11' 16" а ректасцензија 9h 13m 25,0s. Привидна величина (магнитуда) објекта NGC 2732 износи 11,9 а фотографска магнитуда 12,9. Налази се на удаљености од 31,8000 милиона парсека од Сунца. NGC 2732 је још познат и под ознакама UGC 4818, MCG 13-7-16, CGCG 350-13, PGC 25999.